# Flandriai és hainaut-i örökösödési háború
A flandriai és hainaut-i örökösödési háború a 13. században zajlott II. Margit flamand grófnő leszármazottai között, akik a Flamand grófság és a Hainaut-i grófság öröklési jogáért küzdöttek. A helyzetet bonyolította, hogy az előbbi a francia királyok, az utóbbi a német-római császárok hűbéresének számított és mindkét fél beleavatkozott a küzdelembe.

## A háború előzményei
Amikor IX. Balduin flamand és hainaut-i gróf 1202-ben a Szentföldre utazott, hogy részt vegyen a negyedik keresztes hadjáratban, a két grófságot idősebbik lányára, Johannára hagyta. Johanna, aki Balduin halála után örökölte mindkét grófságot, két házassága ellenére gyermek nélkül halt meg 1244-ben. A két grófságban húga, Margit követte.
Margit első házasságából, amit 1212-ben Bouchard d’Avesnes-el kötött, három fia született. A házasságot Johanna kérésére 1221-ben a pápa érvénytelenítette, ezért a házasságból származó gyermekek jogilag törvénytelennek számítottak. 1223-ban Margit ismét házasodott, második férje II. Vilmos, Dampierre ura, akitől összesen öt gyermek, közük három fia született.
Bouchard halála után az első házasságból származó Avesnes-gyermekek követelték jogos örökségüket, amit az akkor anyjuk mellett már társuralkodó Dampierre-gyermekek elleneztek.

## Az első összecsapás
Az első fegyveres összecsapásra 1244-ben került sor, amikor Margit elfoglalta a grófi címeket. Két fia, Jean d’Avesnes és Guy de Dampierre küzdöttek egymás ellen, amíg 1246-ban IX. Lajos francia király közbe nem avatkozott. IX. Lajos döntésének értelmében az Avesnes-fiúk Hainaut-t, míg a Dampierre-fiúk a flamand grófságot örökölték. Lajos, mint francia király, jogilag nem hozhatott volna döntést az hainaut-i grófság sorsáról, mert az a német-római császárok hűbérbirtoka volt. Margit a döntés elfogadta és 1247-ben megtette idősebbik fiát, Vilmost flamand társgrófnak, de Hainaut-ban továbbra is egyedül uralkodott. 1251-ben Vilmos egy lovagi tornán szervett sérüléseibe belehalt és a grófi címet öccse, Guy de Dampierre örökölte.

## A második összecsapás
1248-ban IX. Lajos is a Szentföldre utazott, hogy részt vegyen a hetedik keresztes hadjáratban és 6 évig távol volt Franciaországtól. János, kihasználva a király távollétét, előbb arra akarta kényszeríteni anyját, hogy tegye meg társuralkodónak (ahogyan azt féltestvérével tette Flandriában), majd anyja ellenállását látva fellázadt ellene és megtámadta Guy flamand grófot.
A felkelésben János megszerezte sógora, Vilmos holland gróf és német ellenkirály támogatását is, és együtt elfoglalták Hainaut-t és Flandriának a Német-római Birodalomhoz tartozó részét. A csatározások egészen 1253-ig folytak, amikor július 4-én a west-capelle-i csata során János legyőzte Guy seregeit, elfogta anyjával és testvérével, Jean de Dampierre-el együtt és arra kényszerítette Margitot, hogy adja át neki Hainaut grófságot.

## Harmadik összecsapás
Margit azonban nem fogadta el a vereséget és nem akarta Jánosnak adni a grófságot – ehelyett Lajos öccsét, Anjou Károlyt nevezte ki hainaut-i grófnak. Károly még bátyja előtt tért vissza a keresztes hadjáratból és azonnal Margit segítségére sietett. Azonban a hadjárata kudarcot vallott, nem sikerült elfoglalnia Valenciennes városát és egy összecsapásban kis híján életét vesztette. Amikor 1254-ben Lajos visszatért a Szentföldről, megparancsolta öccsének, hogy tartsa tiszteletben döntését, szálljon ki a konfliktusból és tartsa tiszteletben János jogát az hainaut-i grófsághoz. Lajos második döntése végérvényesen lezárta a konfliktust.